# Río Santa
Der Río Santa ist ein Zufluss des Pazifischen Ozeans im nordwestlichen Peru in den Regionen Ancash und La Libertad, der die peruanische Westkordillere durchquert.

## Flusslauf
Der See Laguna Conococha auf einer Höhe von 4050 m über dem Meeresspiegel wird als der Quellsee des Rio Santa gesehen. Der See selbst wird durch kleine Zuflüsse aus der Cordillera Negra im Westen und der schneebedeckten Cordillera Blanca im Osten gespeist. Hauptzufluss der Laguna Conococha ist der Río Tuco, dessen Quelle in der Laguna Tuco auf (⊙) liegt, etwa 5000 m über dem Meeresspiegel vor einer der Gletscherzungen des Nevado de Tuco.
Der Río Santa fließt aus der Laguna Conococha über rund 200 Kilometer in nordnordwestlicher Richtung zwischen der Cordillera Negra und der Cordillera Blanca hindurch und bewässert das fruchtbare Tal Callejón de Huaylas. Am nördlichen Ende des breiten Hochtals erreicht der Río Santa die enge Schlucht des Cañón del Pato („Entenschlucht“). An der Talsperre San Diego (⊙) am oberen Ende der Schlucht Cañón del Pato wird das Wasser zum unterirdisch gelegenen Wasserkraftwerk Cañón del Pato abgeleitet, unterhalb dessen nahe Huallanca wird es wieder in den Fluss geleitet. Der Río Santa wendet sich im Anschluss allmählich nach Westen und durchbricht die peruanische Westkordillere. Bei Flusskilometer 64 befindet sich ein Wehr (⊙) am Fluss. Dort wird ein Teil des Flusswassers über einen Kanal, der streckenweise unterirdisch verläuft, abgeleitet. Das Wasser wird zu einem nördlich des Flusslaufs gelegenen Gebiet geleitet, wo es der Bewässerung landwirtschaftlicher Anbauflächen dient.
Die Mündung des Río Santa nach einer Gesamtlänge von 347 Kilometern liegt nahe der Stadt Santa, zehn Kilometer nördlich der Küstenstadt Chimbote. Im Jahr 1984 löste der Fund von Goldstaub in der Flussmündung einen begrenzten Goldrausch in der Küstenregion aus.
Während der Trockenzeit von Juni bis November trägt der Rìo Santa nur wenig zur Bewässerung, Trinkwasser- und Stromgewinnung bei. Daher wurden an mehreren natürlichen Seen, hauptsächlich an der Westflanke der vergletscherten Cordillera Blanca, Staudämme errichtet. Diese sollen eine Wasserführung auch während der Trockenzeit gewährleisten.

## Städte
Über den größten Teil des Flusslaufs wird der Río Santa von einer asphaltierten Straße begleitet.
Zwischen der Laguna Conococha und der Flussmündung liegen die folgenden Ortschaften und Städte:
- 41 km Cátac (3540 m)
- 62 km Recuay (3400 m)
- 88 km Huaraz (3090 m)
- 126 km Carhuaz (2650 m)
- 153 km Yungay (2500 m)
- 163 km Caraz (2290 m)
- 205 km Huallanca (1820 m)
- 215 km Yuracmarca (1420 m)
- 343 km Santa (20 m)

## Naturkatastrophen
Das Tal des Río Santa ist immer wieder von schweren Naturkatastrophen heimgesucht worden. Seit den ersten Aufzeichnungen von 1702 haben glaziale Überflutungen immer wieder für Tod und Zerstörung gesorgt.
Im Jahr 1941 zerstörte eine vom Gletschersee Palcacocha ausgehende Flutwelle ein Drittel der Stadt Huaraz und tötete 5000 bis 7000 Menschen. 1962 brach eine massive Lawine aus Eis und Geröll vom erloschenen Vulkan Huascaran und raste das Flusstal hinunter. Der Spiegel des Río Santa stieg um bis zu acht Metern, 3000 bis 4000 Menschen wurden bei der Katastrophe getötet.
Am 31. Mai 1970 wurde die Stadt Yungay mitsamt dem Großteil seiner Einwohner durch einen gewaltigen Bergsturz vollständig unter Massen von Geröll begraben, hervorgerufen durch ein schweres Erdbeben mit der Stärke 7,8 auf der Richterskala. Unterschiedlichen Quellen zufolge verloren 12 – 20.000 Menschen ihr Leben.
Verheerende Erdrutsche (span.: aluviones) wie diese werden die Gebirgsregion auch weiterhin bedrohen, immer dann wenn das Abbrechen von Gletscherzungen die Gletscherseen ruckartig überschwemmt und flüssiger Schlamm, Eisblöcke und große Felsbrocken die engen Bergtäler überfluten.